# 鹿野城

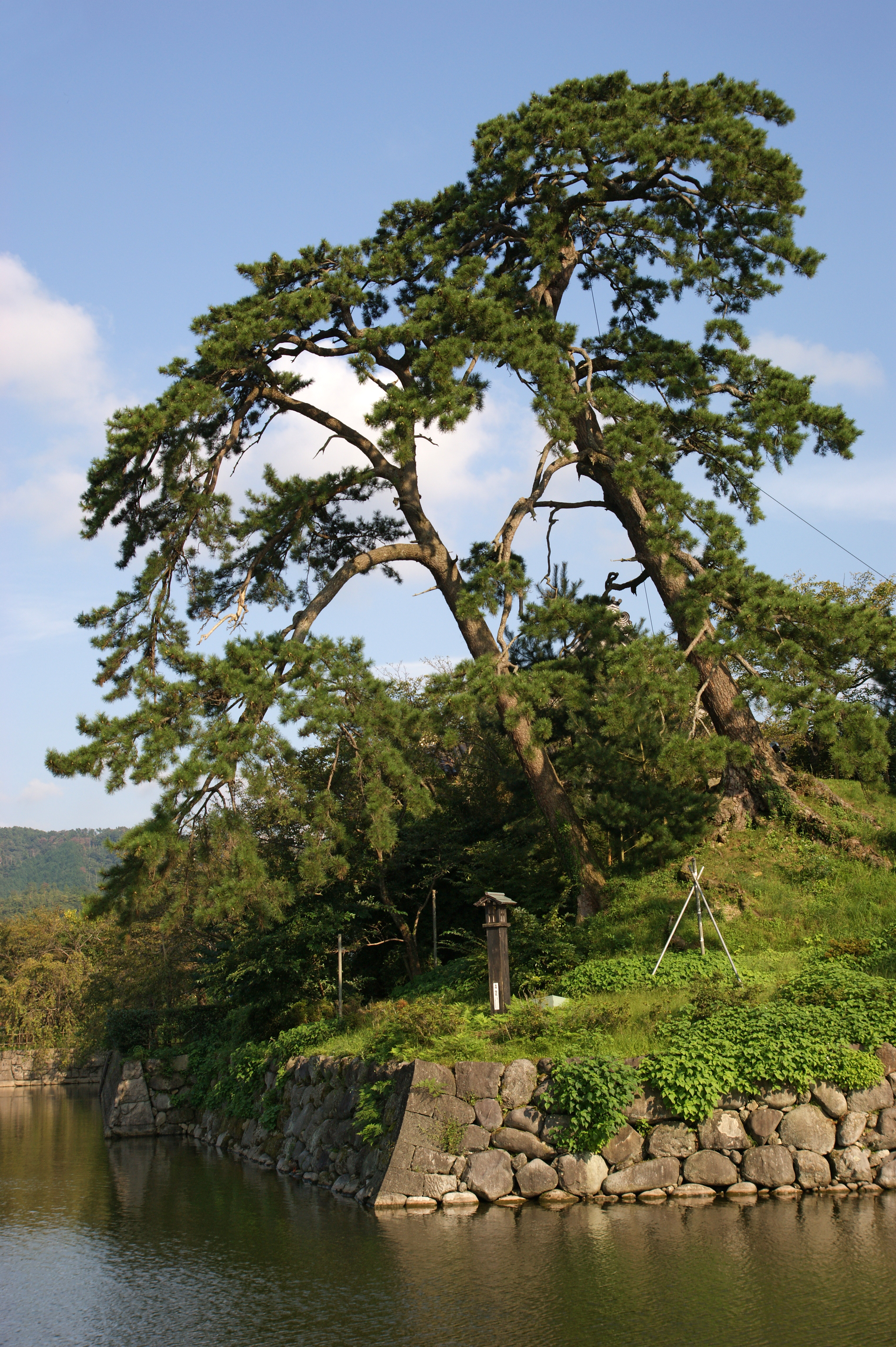
濠と石垣

鹿野城（しかのじょう）は、鳥取県鳥取市鹿野町鹿野（因幡国気多郡）にあった日本の城（平山城跡）。鳥取市指定史跡。

## 歴史

### 戦国時代まで
城の創建年代は不明であるが、因幡の国人領主・志加奴氏（鹿野氏）が居住していたと言われる。
『陰徳太平記』によれば、1544年（天文13年）初夏、因幡に侵攻してきた尼子晴久によって攻撃され、城主の鹿野入道以下300余名が討ち死にしたという。
1563年（永禄6年）には武田高信の攻撃を受けた因幡守護・山名豊数が守護所である布勢天神山城を捨てて鹿野城に退いている。

### 亀井氏の入城
1580年（天正8年）羽柴秀吉による第1次鳥取城攻撃の際に織田方の城となり、尼子家の旧臣亀井茲矩が守将となった。茲矩は本能寺の変後に秀吉に仕え、関ヶ原の戦いでは東軍に属して加増され、都合3万8,000石の領主として近世大名となった（鹿野藩）。この過程で、鹿野城は近世城郭へと改築された。
亀井茲矩は朱印船貿易を行っていたため、天守以下の櫓や門に仏教に由来する名称を付けていたと言われる。さらに自らの居城（鹿野城）を王舎城（おうしゃじょう）、城下町を鹿野苑（ろくやおん）、城の背後にそびえる山を鷲峰山（じゅぶせん）、城下を流れる川を抜堤川（ばったいがわ）と名付けている。また、城の改築にあたり、亀井家略紋（丸に一つ引）の入った瓦を使用している。
1617年（元和3年）、茲矩の嫡子政矩は津和野藩へ転封される。

### 鳥取藩池田氏の治政
1617年（元和3年）、池田光政の鳥取入府に伴い、家老・日置忠俊が城主となる。1628年（寛永5年）には鹿野城下の火災によって城の一部が焼ける被害に遭った。このとき、亀井茲矩が朱印船貿易で入手した香木で作らせた「唐木の小座敷」と呼ばれる一室が焼失したという。1640年（寛永17年）から1662年（寛文2年）にかけては播磨国宍粟騒動で改易された山崎城主・池田輝澄が堪忍料一万石で鹿野城下の光輪寺に居住した（当時の庭が残っている）。その後、1632年（寛永9年）に入部した池田光仲によって代官・佐藤知之が派遣されたが長くは続かず、『鹿野筆縋』によれば1644年（正保元年）2月に城の破却が行われたという。
1868年（明治元年）、鳥取池田家の支藩（新田藩）である東館新田藩3万石の藩庁が鹿奴（鹿野）陣屋に置かれ、同藩は鹿奴藩の名称で呼ばれることになる。しかし鹿奴藩は鳥取藩に付随する形式上の藩という性格が強く、鹿野に鹿奴藩主が来ることも、鳥取藩から独立した政庁が置かれることもなかった。翌1869年（明治2年）には鹿奴藩はみずから廃藩を行って鳥取藩に吸収された。

## 構造
標高148mの山頂に設けられた本丸を中心に、二の丸・三の丸と階段状に配置されている。また鳥取県内の近世城郭としてはただ一つ、西の丸の呼称を持つ郭も存在する。
- 本丸には小規模な天守台が残り、2層程度の天守が存在していたと推測されている。
- 二の丸には朝鮮櫓・オランダ櫓の呼称をもつ櫓があったと伝わっている。城の絵図等が残っていないため詳細は不明だが、こうした呼称をもつ櫓の例は全国的に見ても珍しい。
- 近年になって発掘調査が行われ、因幡池田氏の定紋である揚羽蝶紋や菊紋の軒丸瓦が出土している。また裾瓦も出土しているため、金沢城や新発田城と同じような海鼠壁の城壁だったと推測されている。
- 短い期間ではあるものの亀井氏治世下においては家紋の略紋である丸に一つ引紋の灰色瓦が用いられており、これは亀井氏の転封先である津和野に遺物として伝わる。
- 城の絵姿としては、文久元年に他藩士の描いた『因州記』（湯舎人著　絵付旅日記　譲伝寺亀井茲矩二五〇年法要参列旅程記録）が残されている[3]。

## 備考
鹿野城は毛利氏の因幡経営の本拠地として戦国時代から存在しており、亀井茲矩の入部後に近世城郭としての改築が図られたと見られる。近世城郭としての鹿野城は上記の規模・構造だが、この規模では毛利氏因幡経営の本拠地としては余りにも小さい。杉原土囲という天正八年の付城跡が幸盛寺に残っており、現在の鹿野城跡がその一部であったことが想像される。さらに、現在の鹿野城跡南側の裏山に広がる遺構が毛利氏の因幡経営の本拠地としての中世山城鹿野城であると考えられている。

## 交通アクセス
- 山陰本線 浜村駅からバスで15分、「鹿野総合支所前」下車、徒歩8分

## 周辺
- 鹿野（城下町）
- 鹿野往来（旧城下町を貫く旧街道）
- 鹿野温泉